# Silver Convention
Silver Convention fue un grupo de música disco alemán de los años 1970. La banda se llamaba originalmente "Silver Bird Convention" o "Silver Bird".

## Historia
El grupo fue fundado en Múnich por los productores y compositores Sylvester Levay y Michael Kunze. "Silver" es, de hecho, el apodo de Sylvester Levay. Usando cantantes "rentadas" para sus primeras grabaciones, lanzaron una canción exitosa en el Reino Unido en 1974 con la canción "Save Me". Fue entonces cuando se dieron cuenta de que necesitarían encontrar una cara pública para lo que era entonces un grupo de estudio.[cita requerida]
Reclutaron a las vocalistas Linda Thompson (nombre real Linda Überlherr, quien aparecía en sus discos de solista como Linda G. Thompson), Penny McLean (nombre real Gertrude Wirschinger) y Ramona Wulf (nombre real Ramona Kraft).[cita requerida]
Como "Silver Convention" tuvieron dos éxitos en los Estados Unidos. "Fly, Robin, Fly", de la cual la letra completa consistía de sólo seis palabras, pasó tres semanas en el #1 en 1975, y le valió al grupo un Premio Grammy. Inicialmente la canción se llamaba Run, Rabbit, Run. Sin embargo, momentos antes de la grabación, los escritores la cambiaron a lo que hoy conocemos como "Fly, Robin, Fly". Su siguiente éxito, "Get Up and Boogie" pasó tres semanas en el #2 en 1976. Su siguiente sencillo, "No No Joe", sólo alcanzó el #60 en septiembre de 1976. Los siguientes sencillos lanzados por el trío intentaron duplicar el sonido que los había hecho brevemente exitosos, pero fueron sólo éxitos menores.
En realidad, Michael Kunze escribió las letras en los dos primeros álbumes con el seudónimo de Stephan Prager. Durante este tiempo las tres cantantes lanzaron proyectos como solistas. McLean y Thompson alcanzaron éxitos con "Lady Bump" y "Ooh What a Night" respectivamente. El esfuerzo de Wulf como solista fue un éxito moderado.
Silver Convention representó a Alemania en el Festival de la Canción de Eurovisión en el Festival de la Canción de Eurovisión 1977 con una canción llamada "Telegram", terminando en octavo lugar. Su canción estaba en inglés, pero se le permitió participar a pesar de que la Regla del Idioma fue reintroducida este año, porque la canción había sido seleccionada antes de que la reintroducción fuera anunciada.
Con el nuevo productor (John Davis), y un alineamiento revisado de cantantes (Suzie McClosky alias "Zenda Jacks", Rhonda Heath y Ramona Wulf), Silver Convention volvió a tener éxito en los clubes en 1978 con el álbum Love in a Sleeper. El lanzamiento del sencillo de 12" del LP fue "Spend the Night With Me" respaldado con "Mission to Venus".
Levay también trabajó con Giorgio Moroder, y Kunze trabajó con Jim Steinman. Las carreras de solista de las tres cantantes se desvanecieron lentamente hasta que dejaron el negocio de la música.